# Ольга Гостакова
Ольга Гостакова (чеськ. Olga Hostáková; нар. 11 квітня 1975) — колишня чеська тенісистка.
Найвищу одиночну позицію світового рейтингу — 336 місце досягла 18 липня 1994, парну — 187 місце — 4 грудня 1995 року.
Здобула 2 одиночні та 5 парних титулів туру ITF.
Завершила кар'єру 2001 року.

## Фінали ITF

### Одиночний розряд (2–0)
| Легенда          |
| ---------------- |
| турніри $100,000 |
| турніри $75,000  |
| турніри $50,000  |
| турніри $25,000  |
| турніри $10,000  |

| Фінали за покриттям |
| ------------------- |
| Тверде (0–0)        |
| Ґрунт (2–0)         |
| Трава (0–0)         |
| Килим (0–0)         |

| Результат | Ранг | Дата          | Турнір                   | Покриття | Суперниця       | Рахунок  |
| --------- | ---- | ------------- | ------------------------ | -------- | --------------- | -------- |
| Перемога  | 1.   | 9 серпня 1993 | ITF Падерборн, Німеччина | Ґрунт    | Ірина Звєрєва   | 6–0, 6–0 |
| Перемога  | 2.   | 24 липня 1995 | ITF Орбетелло, Італія    | Ґрунт    | Крістіна Сальві | 6–4, 7–5 |

### Парний розряд (5–1)
| Легенда          |
| ---------------- |
| турніри $100,000 |
| турніри $75,000  |
| турніри $50,000  |
| турніри $25,000  |
| турніри $10,000  |

| Фінали за покриттям |
| ------------------- |
| Тверде (1–0)        |
| Ґрунт (3–1)         |
| Трава (0–0)         |
| Килим (1–0)         |

| Результат | Ранг | Дата            | Турнір                 | Покриття   | Партнерка           | Суперниці                            | Рахунок       |
| --------- | ---- | --------------- | ---------------------- | ---------- | ------------------- | ------------------------------------ | ------------- |
| Перемога  | 1.   | 9 серпня 1993   | Падерборн, Німеччина   | Ґрунт      | Моніка Кратохвілова | Дженні Енн Фетч Енджі Марік          | 6–2, 6–1      |
| Перемога  | 2.   | 20 вересня 1993 | Рабаць, Хорватія       | Ґрунт      | Моніка Кратохвілова | Петра Голубова Гелена Вілдова        | 6–4, 6–4      |
| Перемога  | 3.   | 12 грудня 1994  | Пршеров, Чехія         | Тверде (i) | Ева Крейчова        | Анна Лінкова Генрієта Надьова        | 6–4, 6–4      |
| Перемога  | 4.   | 6 березня 1995  | Бухен, Німеччина       | Килим (i)  | Забіне Герке        | Маріель Брюенс Анікве Снейдерс       | 6–1, 6–2      |
| Поразка   | 1.   | 21 серпня 1995  | Мол (Бельгія), Бельгія | Ґрунт      | Нірупама Санджив    | Івана Гаврлікова Моніка Кратохвілова | 2–6, 3–6      |
| Перемога  | 5.   | 7 квітня 1997   | Галатіна, Італія       | Ґрунт      | Зденька Малкова     | Лаура Фодорян Оана Елена Голімбйоскі | 3–6, 6–2, 6–1 |